# Torres de Begur
Les Torres de Begur és un conjunt de cinc torres de defensa de la vila de Begur (Baix Empordà) declarades bé cultural d'interès nacional.

## Història
Les torres de defensa de Begur foren construïdes per defensar-se dels atacs dels pirates i corsaris, perill que s'agreujà després de la caiguda de Constantinoble l'any 1453. L'any 1577 es va concedir una lliccència reial als particulars per aixecar aquest tipus de fortificacions que pertanyien a cases aïllades i després han quedat integrades dins el nucli urbà. Aquestes torres foren bastides des del darrer terç del segle xvi fins a les primeres dècades del xvii.
Les cinc torres de defensa conservades, són de planta circular, de 12 a 20 m d'alçada, merlets al voltant i matacà al sector del pont de comunicació amb el mas, fetes amb pedres sense treballar. Es té notícia encara de cinc altres torres de defensa, avui desaparegudes.

## Torre de Can Marquès
41° 57′ 17″ N, 3° 12′ 30″ E / 41.954743°N,3.208343°E

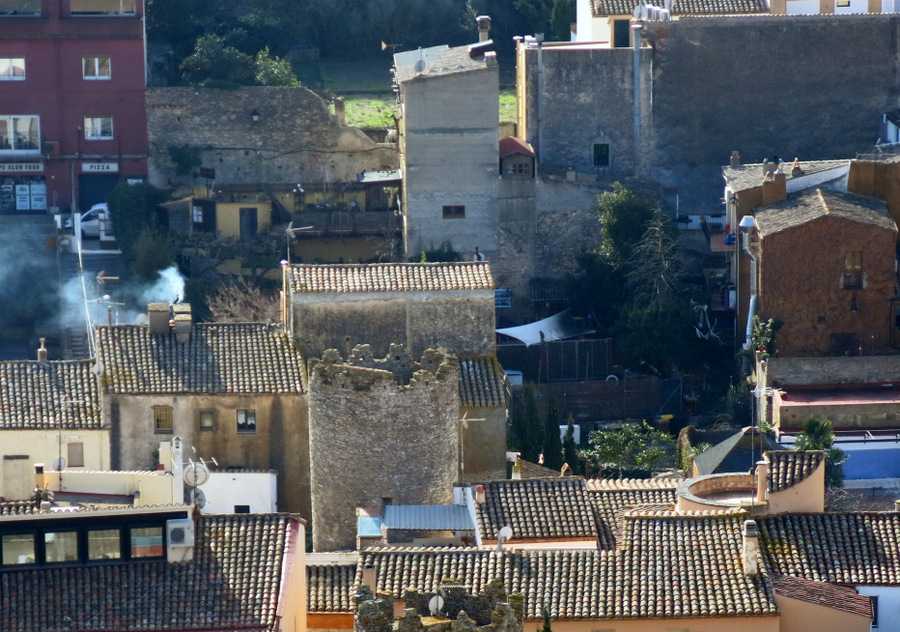
Torre de can Marquès (2019)

La torre està situada dins del nucli urbà, en un trencall del carrer Bonaventura Carreras, i envoltada d'altres construccions. S'accedeix a l'interior des de la casa annexa.
És de planta circular, d'uns 5 metres de diàmetre i 12 metres d'alçada. Està coronada per merlets esglaonats i un d'ells s'obria a un matacà, del qual només resten les mènsules. Per sota dels merlets es conserven les gàrgoles de pedra que envolten la torre. Té espitlleres quadrangulars i a l'oest una finestra adovellada.
L'interior està dividit en dues plantes cobertes amb voltes semiesfèriques. L'aparell és de pedruscall lligat amb morter.

## Torre del Mas Pinc
41° 57′ 32″ N, 3° 12′ 44″ E / 41.95877°N,3.212338°E

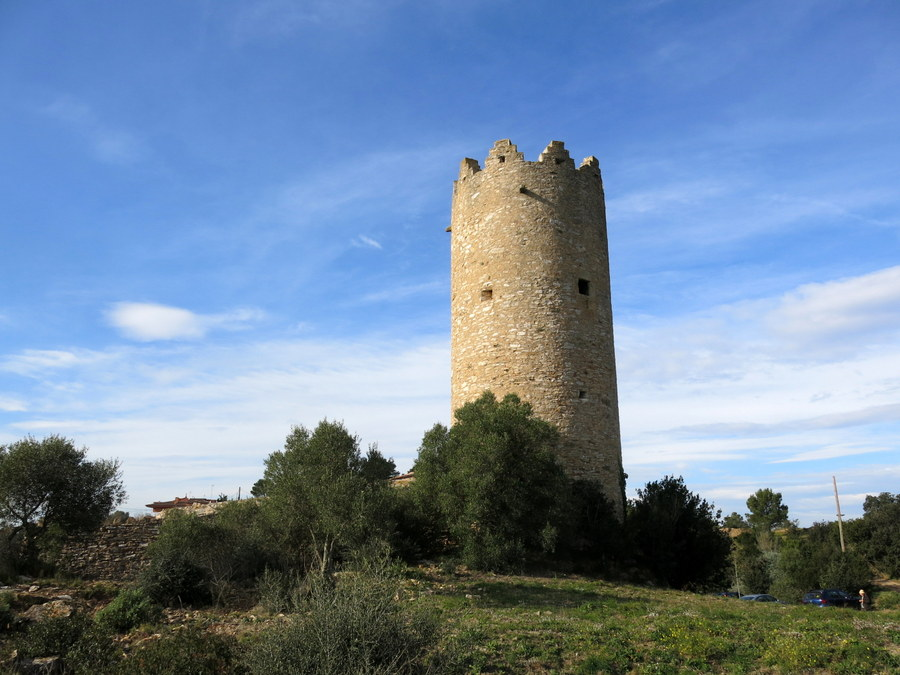
Torre del Mas Pinc (2019)

És l'única de les torres conservada fora del nucli urbà, a uns 400 metres a llevant, direcció cap a Sa Sal. Al costat de la torre es va construir una masia coneguda amb el nom de Carmen Amaya o Mas Pinc.
La torre és de planta circular, de 5,40 metres de diàmetre i 14,40 metres d'alçada. Està coronada per merlets esglaonats i un d'ells, al sector oest, estava perforat i tenia un matacà, del qual només queden les mènsules. A sota del matacà hi ha una finestra emmarcada per pedra escairada. Hi ha diverses espitlleres distribuïdes per la torre.
L'interior està dividit en dues plantes cobertes de voltes semiesfèriques. L'aparell és de pedruscall lligat amb morter.

## Torre de Ca n'Armanac
41° 57′ 16″ N, 3° 12′ 30″ E / 41.954319°N,3.208329°E

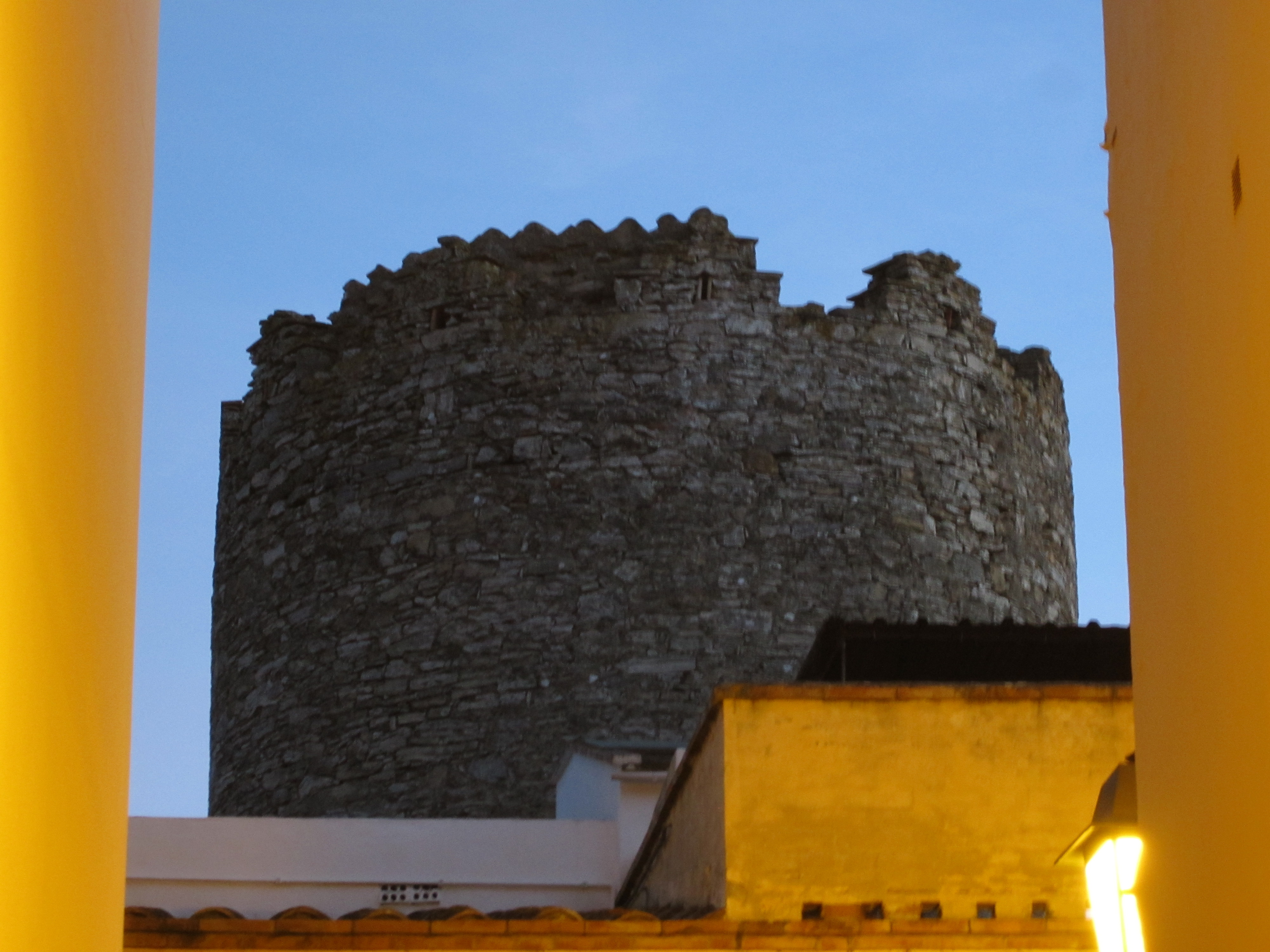
Torre de can Armanac (2013)

La Torre de Ca n'Armanac o de Can Reig es troba dins el pati de la casa número 10 del carrer Bonaventura Carreras. Per accedir-hi cal passar pel dintre de la casa.
És de planta circular amb la base atalussada i coronada per merlets esglaonats amb espitlleres. Hi ha obertures de petites proporcions amb llindes, però una d'elles és més gran, té la llinda motllurada i a l'ampit s'obre una espitllera. El parament és de pedruscall unit amb morter.

## Can Pella i Forgas
41° 57′ 17″ N, 3° 12′ 22″ E / 41.954718°N,3.206205°E

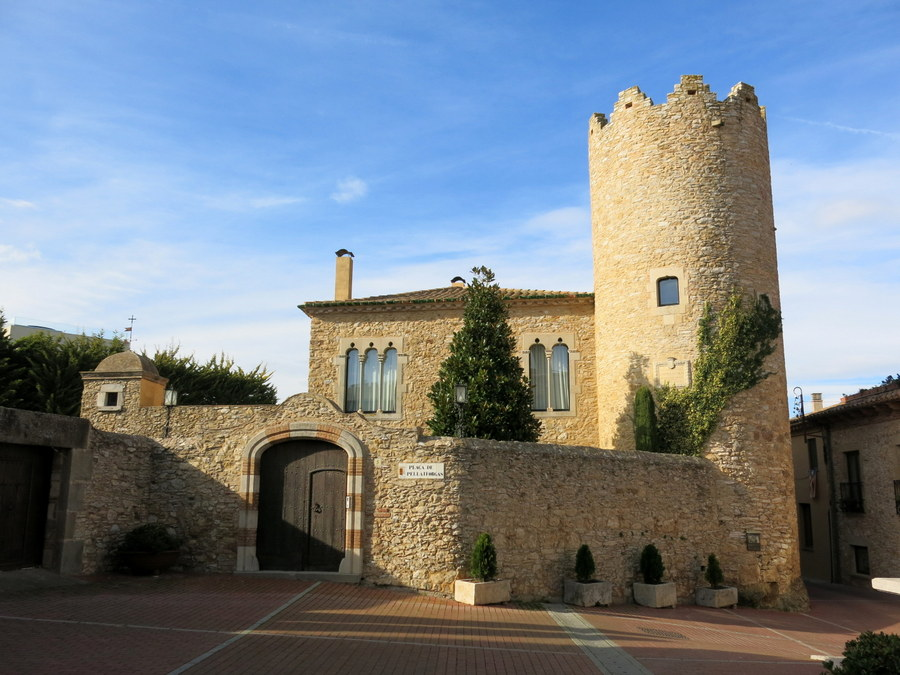
Torre de can Pella i Forgas (2019)

La torre està adossada al costat d'una masia, en la plaça Pella i Forgas. Està situada a la façana lateral dreta i està totalment arrebossada. El coronament és de merlets esglaonats amb espitlleres al centre. Té una finestra d'arc conopial, que correspon a un afegit fet posteriorment, quan la torre va ser restaurada i arrebossada. En el cos de la torre també s'obren algunes espitlleres.

## Torre del carrer Sant Ramon
41° 57′ 21″ N, 3° 12′ 27″ E / 41.955702°N,3.207608°E

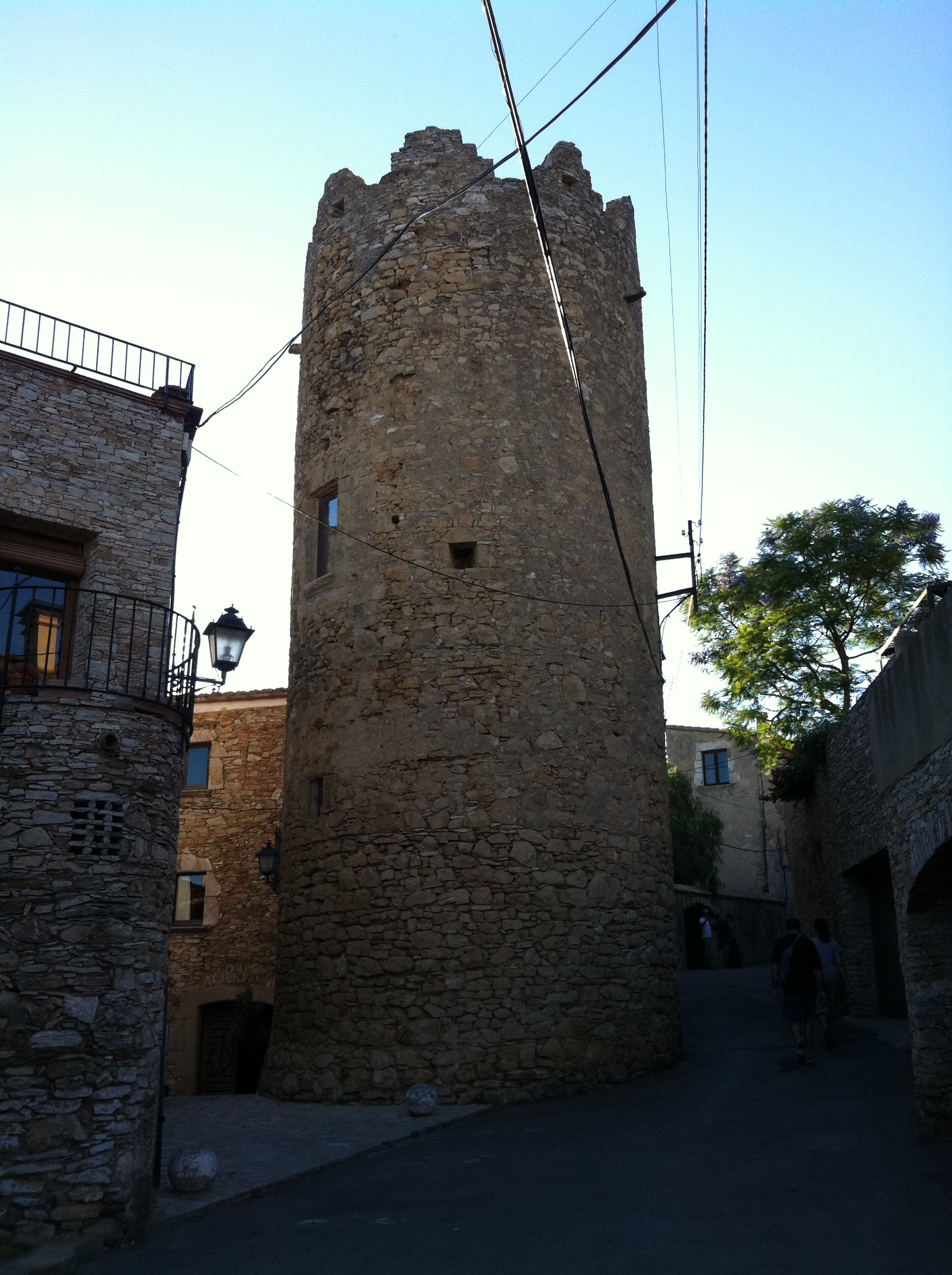
Torre del carrer Sant Ramon

La torre està situada al carrer de pujada al Castell de Begur i adossada a una casa. És de planta circular, d'uns 5 metres de diàmetre, 12 metres d'alçada i 1,60 metres de gruix de mur a la part inferior. Està coronat per merlets esglaonats amb espitlleres. Tenia un matacà dels quals només queden les cartel·les. Al costat de migdia, i a l'alçada del segon pis, hi ha una finestra amb llinda de pedra escairada. Hi ha algunes espitlleres repartides pel cos de la torre.
L'interior està dividit en dos pisos coberts amb voltes semiesfèriques. El parament és de pedres només devastades i lligades amb morter.
Dalt de tot de la torre es conserva un tros de l'antiga muralla que a partir d'aquí seguia el seu recorregut en direcció al castell, que es troba uns poca metres més amunt.